# Детроит лајонси
Детроит лајонси (енгл. Detroit Lions) су професионални тим америчког фудбала са седиштем у Детроиту у Мичигену. Утакмице као домаћин клуб игра на стадиону Форд филд. Наступа у НФЦ-у у дивизији Север. Клуб је основан 1929. и у периоду 1929-33. носио је име Портсмут спартанси.
„Лајонси“ су четири пута били шампиони НФЛ-а, последњи пут 1957. Маскота клуба је лав „Рори“.